# 傑克遜 (密歇根州)
傑克遜（英語：Jackson）是一個位於美国密西根州傑克遜縣的城市。根據2010年美國人口普查，該地共人口33534人，而該地的面積約為28.43平方千米。同時該地也是傑克遜縣的縣治。

## 地理
傑克遜的座標為42°14′39″N 84°24′26″W / 42.24417°N 84.40722°W，而該地的平均海拔高度為284米（即932英尺）。